# Wajid Khan (homme politique britannique)
Wajid Khan, né le 15 octobre 1979 à Burnley, est un homme politique britannique. Membre du Parti travailliste, il est député européen de 2017 à 2019. Il est pair à vie depuis le 4 février 2021.